# Garo (montagne)
Pour les articles homonymes, voir Garo.
Les Garo Hills sont des montagnes de l'État de Meghalaya en Inde. Elles font partie de la chaîne Garo-Khasi-Jaintia dans le massif Patkai.
Une partie du peuple Garo vit dans ces montagnes.